# 27023 Juuliamoreau
27023 Juuliamoreau è un asteroide della fascia principale. Scoperto nel 1998, presenta un'orbita caratterizzata da un semiasse maggiore pari a 2,3196200 au e da un'eccentricità di 0,1277698, inclinata di 5,32346° rispetto all'eclittica.
L'asteroide è dedicato alla ricercatrice Juulia-Gabrielle Moreau.